# Representación irreducible
Una representación irreducible es una representación de grupo sobre un espacio vectorial que carece de subespacios invariantes por la acción del grupo. El interés práctico de las representaciones irreducibles que bajo ciertas circunstancias las representaciones de un grupo pueden caracterizarse en términos de las representaciones irreducibles.

## Definición
Dada una representación {\displaystyle \scriptstyle (G,\rho ,V)} de un grupo {\displaystyle \scriptstyle G} sobre un espacio vectorial {\displaystyle \scriptstyle V}:

{\displaystyle \rho :G\to {\mbox{GL}}(V)}

Un subespacio vectorial {\displaystyle \scriptstyle U\subset V} se llama {\displaystyle \scriptstyle G}-invariante si:

{\displaystyle \forall g\in G:\rho (g)U\subseteq U}

Una representación {\displaystyle \scriptstyle (G,\rho ,V)} es irreducible si no existen subespacios cerrados {\displaystyle \scriptstyle G}-invariantes.

## Representaciones irreducibles unitarias
En ciertas áreas es importante considerar representaciones unitarias del tipo:

{\displaystyle \rho :G\to {\mbox{U}}(n)\subset {\mbox{GL}}(\mathbb {C} ^{n})}

### Grupo aditivo de los reales(R,+){\displaystyle (\mathbb {R} ,+)}
El conjunto de los números reales {\displaystyle \scriptstyle (\mathbb {R} ,+)} puede ser visto como un grupo de Lie unidimensional. Este grupo admite un conjunto infinito de representaciones irreducibles unitarias {\displaystyle \scriptstyle (\mathbb {R} ,\chi _{t},\mathrm {U} (1))}. De hecho toda representación irreducible unitaria de este grupo de Lie es de la forma:

{\displaystyle {\begin{matrix}\chi _{t}:\mathbb {R} \to {\mbox{U}}(1)\\x\mapsto e^{ixt}\end{matrix}}}

### Grupo ortonormal
Para el grupo ortogonal {\displaystyle \scriptstyle \mathrm {O} (n)} pueden construirse representaciones unitarias sobre el espacio de funciones polinómicas sobre la (n-1)-esfera {\displaystyle \scriptstyle S^{n-1}}. Para ello se considera el espacio vectorial de funciones polinómias de n variables {\displaystyle \scriptstyle \mathbb {R} [x_{1},\dots ,x_{n}]={\mathcal {P}}(\mathbb {R} ^{n})} y se define la siguiente representación de {\displaystyle \scriptstyle \mathrm {GL} (n,\mathbb {R} )}:

(*){\displaystyle \rho (g)(p(x))=p(g^{-1}x),\qquad g\in \mathrm {GL} (n,\mathbb {R} ),x\in \mathbb {R} ^{n}}

Si la representación anterior se restringe a {\displaystyle \scriptstyle \mathrm {O} (n)} se puede ver que el subespacio de polinomios homogéneos de orden k es invariante:

{\displaystyle {\mathcal {P}}^{k}(\mathbb {R} ^{n})=\{p(x)\in {\mathcal {P}}(\mathbb {R} ^{n})|p(\lambda x)=\lambda ^{k}p(x)\}}

Y también lo es el subespacio de polinomios armónicos incluido en el conjunto anterior:

{\displaystyle {\mathcal {H}}^{k}(\mathbb {R} ^{n})=\{p(x)\in {\mathcal {P}}^{k}(\mathbb {R} ^{n})|\Delta p=0\}}

La representación (*) es irreducible sobre este último conjunto. Además debido a la homogeneidad los elementos del espacio anterior se pueden expresar como funciones sobre la n-esfera unidad o n-armónicos esféricos.